# L'Animal que donc je suis
 (janvier 2012).
Si vous disposez d'ouvrages ou d'articles de référence ou si vous connaissez des sites web de qualité traitant du thème abordé ici, merci de compléter l'article en donnant les références utiles à sa vérifiabilité et en les liant à la section « Notes et références ».
L'Animal que donc je suis est un livre du philosophe Jacques Derrida publié en 2006 aux éditions Galilée.
Il est connu en particulier pour avoir soutenu l'idée de génocide animal.

## Le livre
L'Animal que donc je suis est le dernier livre publié par Derrida à titre posthume. Ce livre a été édité par Marie-Louise Mallet à partir de textes et d’enregistrements de conférences données à Cerisy. 
Le livre est divisé en quatre chapitres dont le premier, « L'animal que donc je suis », donne son titre à l'ensemble. Ce premier chapitre est paru dans le recueil des actes du colloque de Cerisy, L'Animal autobiographique. Le troisième chapitre, « Et si l'animal répondait ? », a été inséré dans le Cahier de l'Herne consacré au philosophe. Le deuxième et le quatrième chapitre (la transcription de l'enregistrement sur Heidegger) n’ont pas de titre et sont inédits.
Le thème du livre est le statut de l’animal dans la philosophie moderne et contemporaine. Derrida y examine successivement les œuvres de Descartes, Kant, Levinas, Lacan et Heidegger.

## Critiques
Pour l'essayiste Ariane Nicolas, la notion de phallogocentrisme, phénomène dénoncé par Derrida, est en soi une forme d'anthropocentrisme puisqu'elle consiste à s'imaginer que les animaux pensent comme les humains, et l'exposé même de l'auteur à ce sujet constitue un paradoxe ontologique : « Ironiquement, L'Animal que donc je suis représente lui-même un exercice virtuose de « phallogocentrisme » » puisque Derrida parle lui-même au nom des animaux. »
Jeanne Burgart Goutal, dans son livre Être écoféministe : Théories et pratiques, soupçonne Jacques Derrida d'avoir emprunté une bonne partie de ses idées (« carno-phallogocentrisme », « virilité-carnivore », etc.) aux penseurs du mouvement écoféministe, sans jamais les citer.